# 徐大堡镇
海滨满族乡，是中华人民共和国辽宁省葫芦岛市兴城市下辖的一个乡镇级行政单位。

## 行政区划
海滨满族乡下辖以下地区：
海滨村、李金村、小王屯村、项家村、董屯村、苏屯村、大刘屯村、双堆子村、方安村和台里村。